# Package Design
Package Design är en låt av det svenska funk metal-bandet Mindjive. Låten finns med på bandets debutalbum Chemicals (1996), men utgavs även som singel på Burning Heart Records samma år. På denna inkluderas även b-sidorna "Bug to You" och "The Virus" (remix), där "Bug to You" var tidigare outgiven. Originalversionen av "The Virus" finns med på Chemicals, men remixen är unik för detta släpp. Remixen gjordes av Rockmonster.

## Låtlista
1. "Package Design"
2. "Bug to You"
3. "The Virus" (remix av Rockmonster)

### Fotnoter
1. ↑  ”Package Design”. Discogs.com. http://www.discogs.com/Mindjive-Package-Design/release/1098566. Läst 15 april 2012.